# Перегрин из Терни
Перегрин (умер в 138 году) — епископ Терни. День памяти — 16 мая.
Святой Перегрин был епископом Терни. Считается, что при нём начали строительство городского собора.